# Maurice Eyquem
Lucien Maurice Eyquem, plus communément appelé Maurice Eyquem, né le 11 juin 1858 à Ivrée en Italie de parents français et mort à Paris le 24 février 1932,, est un industriel français.

## Biographie
Après une formation en droit, il devient entrepreneur puis négociant. En 1885, il est auteur et éditeur du Recueil des lois usuelles et des décrets, arrêtés et circulaires d'intérêt général, recueil qu'il diffuse dans toute la France et qui est toujours publié en 1891.
À la même époque, il met au point un appareil à polycopier connu alors sous le nom de limographe. Les similitudes entre le limographe et le cyclostyle de Gestetner lui vaudront un procès qui fera jurisprudence vis-à-vis de la Convention de Paris pour la protection de la propriété industrielle de 1883. Il gagne son procès ce qui lui donne champ libre à sa commercialisation au sein des établissements Maurice Eyquem alors fondés.
Passionné d'automobile et ami de Louis Renault, il met au point à sa demande la bougie d'allumage automobile Eyquem en 1899.
Il développe pour son entreprise des produits tels que le limographe Eyquem, pour imprimer soi-même (ancêtre du photocopieur), des compteurs d'eau (volumétrique rotatif à piston et à turbine), des pompes à vapeur pour alimentation de chaudières ou encore des téléphones de tranchée à dynamo.

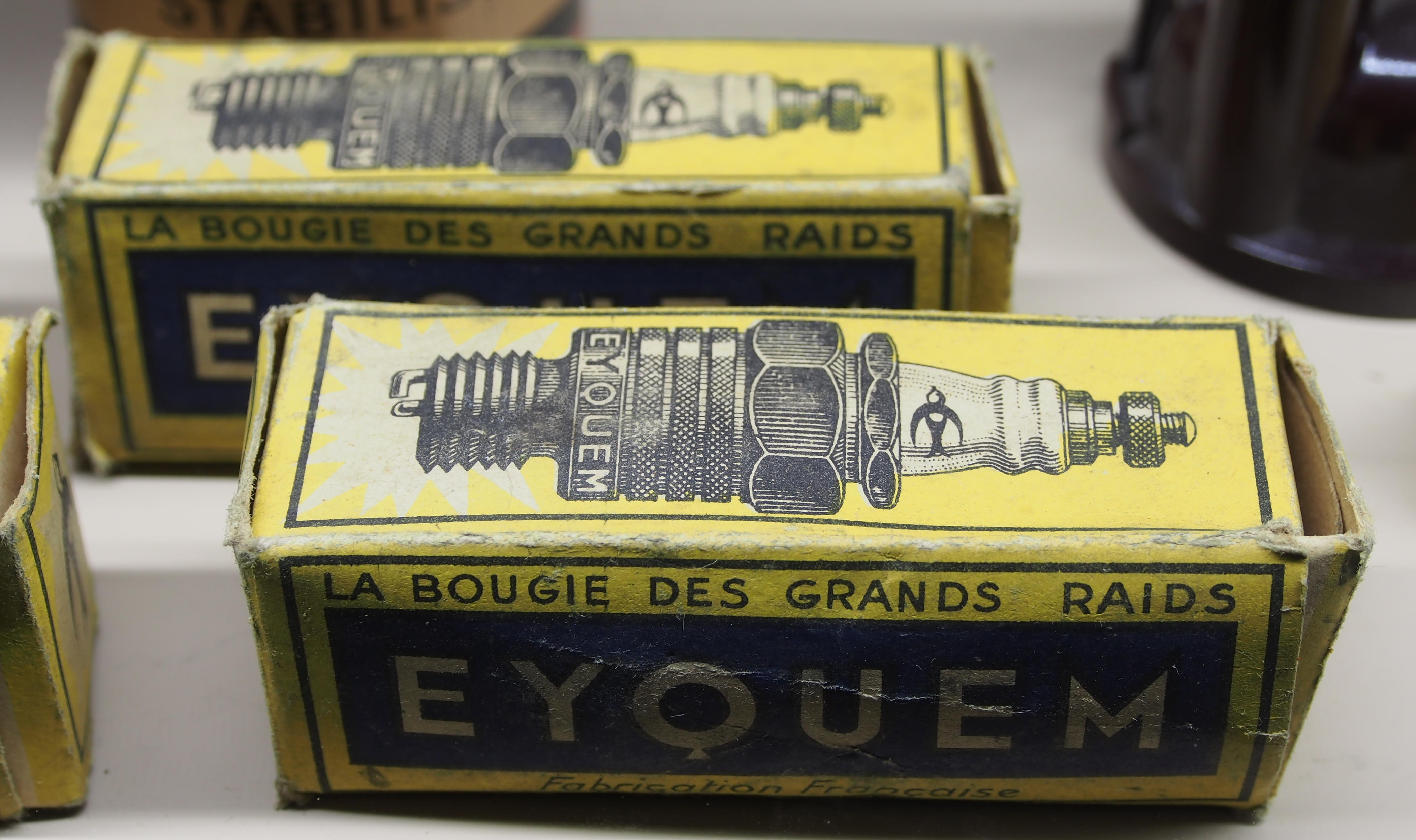
Bougie Eyquem dite "des grands Raids" utilisée dans l'aviation civile et militaire française.

Le succès et la renommée de son entreprise seront le fait de la production d'équipements pour l'automobile, et en particulier de bougies d'allumage, dont la production était également destinée à l'aviation civile et militaire.
Son esprit d'inventeur et d'industriel se retrouve dans la diversité des équipements automobiles produits, on peut citer entre autres :
- des dynamo-phares[6],[7] pour l'éclairage automobile à partir de 1906
- le corset[8] et le gant[9] Eyquem pour pneus éclatés
- un pare-brise à coulisse pour places arrière, nommé « Le Télescope »
- un économiseur d'essence pour automobile
- un indicateur de direction pour automobile

et enfin des accessoires automobiles plus communs comme des essuie-glaces et des miroirs rétroviseurs.
Durant la Première Guerre mondiale, il est le premier président du Parti Français, un groupement qui se présente comme un parti apolitique et patriote.
Il est fait chevalier de la Légion d'honneur par décret du 9 février 1923. Il est alors reconnu pour son statut d'industriel et sa promotion de l'éclairage électrique des voitures automobiles, la diffusion de ses produits et inventions ayant contribué à l'amélioration de la sécurité automobile.
Il meurt à Paris le 24 février 1932, et est inhumé au cimetière du Père-Lachaise (92e division).

## Distinctions
- Chevalier de la Légion d'honneur (1923)
- Officier de l'ordre du Mérite agricole (1907)
- Officier d'académie